# Atletica leggera ai Giochi della XV Olimpiade - 400 metri ostacoli

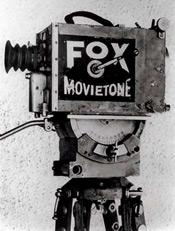
Video della Finale (durata 35")

La competizione dei 400 metri ostacoli maschili di atletica leggera ai Giochi della XV Olimpiade si è disputata nei giorni 20 e 21 luglio 1952 allo Stadio olimpico di Helsinki.

## L'eccellenza mondiale
| Campione olimpico 1948                                | 51"1                | Roy Cochran     | Ritirato |
| Primatista europeo Campione europeo                   | 51"6 1950 51"9 1950 | Armando Filiput | Presente |
| Vincitore selezioni USA e Migliore atleta in attività | 50”7                | Charles Moore   | Presente |

Il 9 luglio il sovietico Jurij Litujev ferma il cronometro in 51"2 in una gara locale, senza le attrezzature per l'omologazione internazionale. Sarebbe stato il nuovo record europeo.

## La gara
Gli organizzatori non hanno favorito gli atleti in gara: semifinali e finali si disputano nello stesso giorno (sarà l'ultima volta ai Giochi).

L'americano Charles Moore è imbattuto dal 1949. Ai Trials ha vinto in 50"7, diventando il secondo uomo a correre la distanza in meno di 51". È l'uomo da battere.

Moore dà una prova del suo stato di forma correndo in 50"8 (50"98) al secondo turno, nuovo primato olimpico. Nella sua batteria si qualifica il campione europeo Armando Filiput, terzo.

La prima semifinale è vinta dal sovietico Litujev (51"8), mentre la seconda è appannaggio di Moore in un comodo 52"0. Filiput si qualifica giungendo ancora terzo.

In finale nessuno decide di sorprendere con una partenza all'attacco Moore che, dal terzo ostacolo, applica il suo ritmo e stacca gli avversari. Litujev forza l'andatura cercando di mantenere 13 passi tra ogni ostacolo, mentre Moore applica i consueti 15 appoggi. Facendo leva sulla sua velocità di base, prende il largo e vince di oltre 3 metri.

Armando Filiput si classifica al sesto posto con 54"4.

## Risultati

### Turni eliminatori
| 8 Batterie         | 20 luglio | 40 partenti   | Si qualificano i primi 3. |
| 4 Quarti di finale | 20 luglio | 6 + 6 + 6 + 6 | Si qualificano i primi 3. |
| 2 Semifinali       | 21 luglio | 6 + 6         | Si qualificano i primi 3. |
| Finale             | 21 luglio | 6 concorrenti |                           |

### Batterie
| Pos. | Atleta           | Nazione     | Tempo Ufficiale | Tempo Ufficioso |
| ---- | ---------------- | ----------- | --------------- | --------------- |
| 1    | Charles Moore    | Stati Uniti | 51"8            | 51"92           |
| 2    | Lars Ylander     | Svezia      | 53"7            | 53"90           |
| 3    | Eitaro Okano     | Giappone    | 54"2            | 54"42           |
| 4    | Rudolf Haidegger | Austria     | 54"8            | 54"87           |
| 5    | Jean Fonck       | Lussemburgo | 57"8            | 57"93           |

| Pos. | Atleta            | Nazione          | Tempo Ufficiale |
| ---- | ----------------- | ---------------- | --------------- |
| 1    | Timofej Lunev     | Unione Sovietica | 54"3            |
| 2    | Lee Yoder         | Stati Uniti      | 55"2            |
| 3    | Kenneth Doubleday | Australia        | 55"4            |
| 4    | Muhammad Shafi    | Pakistan         | 56"1            |
| 5    | Ingi Þorsteinsson | Islanda          | 56"5            |

| Pos. | Atleta          | Nazione          | Tempo Ufficiale |
| ---- | --------------- | ---------------- | --------------- |
| 1    | Anatolj Yulin   | Unione Sovietica | 53"6            |
| 2    | Fotios Kosmas   | Grecia           | 53"9            |
| 3    | Roland Blackman | Stati Uniti      | 54"8            |
| 4    | Ragnar Graeffe  | Finlandia        | 55"0            |
| 5    | Jörn Gevert     | Cile             | 56"1            |
| 6    | Emin Doybak     | Turchia          | 56"6            |

| Pos. | Atleta          | Nazione          | Tempo Ufficiale | Tempo Ufficioso |
| ---- | --------------- | ---------------- | --------------- | --------------- |
| 1    | Jurij Litujev   | Unione Sovietica | 53"5            | 53"56           |
| 2    | Rainer Pelkonen | Finlandia        | 54"2            | 54"32           |
| 3    | Robert Bart     | Francia          | 54"5            | 54"64           |
| 4    | Pedro Yoma      | Cile             | 56"8            | 57"03           |
| 5    | Paulino Ferrer  | Venezuela        | 1'02"1          |                 |

| Pos. | Atleta              | Nazione   | Tempo Ufficiale |
| ---- | ------------------- | --------- | --------------- |
| 1    | Peter Ronald Wilkie | Sudafrica | 54"5            |
| 2    | Arvo Hilli          | Finlandia | 54"6            |
| 3    | Carl Rune Larsson   | Svezia    | 55"9            |
| 4    | Mirza Khan          | Pakistan  | 56"3            |

| Pos. | Atleta             | Nazione       | Tempo Ufficiale |
| ---- | ------------------ | ------------- | --------------- |
| 1    | John Holland       | Nuova Zelanda | 53"3            |
| 2    | Sven-Olov Eriksson | Svezia        | 54"3            |
| 3    | Angus Scott        | Gran Bretagna | 54"9            |
| 4    | Kemal Horulu       | Turchia       | 55"2            |
| 5    | Karl Schmid        | Svizzera      | 57"5            |

| Pos. | Atleta             | Nazione       | Tempo Ufficiale |
| ---- | ------------------ | ------------- | --------------- |
| 1    | David Gracie       | Gran Bretagna | 54"2            |
| 2    | Wilson Carneiro    | Brasile       | 56"0            |
| 3    | Hans Schwarz       | Svizzera      | 56"3            |
| 4    | Fernando Fernandes | Portogallo    | 56"8            |
| 5    | Doğan Acarbay      | Turchia       | 1'02"8          |

| Pos. | Atleta          | Nazione       | Tempo Ufficiale |
| ---- | --------------- | ------------- | --------------- |
| 1    | Armando Filiput | Italia        | 53"8            |
| 2    | Harry Whittle   | Gran Bretagna | 53"9            |
| 3    | Antal Lippay    | Ungheria      | 54"0            |
| 4    | Amadeo Francis  | Porto Rico    | 54"0            |
| 5    | Jean Thureau    | Francia       | 56"7            |

### Quarti di finale
| Pos. | Atleta             | Nazione          | Tempo Ufficiale | Tempo Ufficioso |
| ---- | ------------------ | ---------------- | --------------- | --------------- |
| 1    | Charles Moore      | Stati Uniti      | 50"8            | 50"98           |
| 2    | Anatolj Yulin      | Unione Sovietica | 52"4            | 52"64           |
| 3    | Armando Filiput    | Italia           | 53"0            | 53"00           |
| 4    | Robert Bart        | Francia          | 53"0            | 53"33           |
| 5    | Sven-Olov Eriksson | Svezia           | 53"8            | 53"96           |
| 6    | Hans Schwarz       | Svizzera         | 54"0            | 54"09           |

| Pos. | Atleta          | Nazione       | Tempo Ufficiale | Tempo Ufficioso |
| ---- | --------------- | ------------- | --------------- | --------------- |
| 1    | John Holland    | Nuova Zelanda | 52"2            | 52"24           |
| 2    | Lee Yoder       | Stati Uniti   | 53"3            | 53"40           |
| 3    | David Gracie    | Gran Bretagna | 53"9            | 53"94           |
| 4    | Arvo Hilli      | Finlandia     | 54"0            | 54"28           |
| 5    | Fotios Kosmas   | Grecia        | 55"3            | 55"50           |
| 6    | Wilson Carneiro | Brasile       | 59"4            |                 |

| Pos. | Atleta              | Nazione          | Tempo Ufficiale | Tempo Ufficioso |
| ---- | ------------------- | ---------------- | --------------- | --------------- |
| 1    | Jurij Litujev       | Unione Sovietica | 52"2            | 52"37           |
| 2    | Antal Lippay        | Ungheria         | 52"7            | 52"93           |
| 3    | Harry Whittle       | Gran Bretagna    | 52"8            | 52"94           |
| 4    | Lars Ylander        | Svezia           | 53"1            | 53"29           |
| 5    | Peter Ronald Wilkie | Sudafrica        | 54"5            | 54"76           |
| 6    | Kenneth Doubleday   | Australia        | 1'00"2          |                 |

| Pos. | Atleta            | Nazione          | Tempo Ufficiale | Tempo Ufficioso |
| ---- | ----------------- | ---------------- | --------------- | --------------- |
| 1    | Timofej Lunev     | Unione Sovietica | 52"7            | 52"87           |
| 2    | Roland Blackman   | Stati Uniti      | 52"7            | 52"88           |
| 3    | Carl Rune Larsson | Svezia           | 53"3            | 53"35           |
| 4    | Angus Scott       | Gran Bretagna    | 53"4            | 53"69           |
| 5    | Rainer Pelkonen   | Finlandia        | 53"9            | 54"06           |
| 6    | Eitaro Okano      | Giappone         | 54"4            | 54"42           |

### Semifinali
| Pos. | Atleta            | Nazione          | Tempo Ufficiale | Tempo Ufficioso |
| ---- | ----------------- | ---------------- | --------------- | --------------- |
| 1    | Jurij Litujev     | Unione Sovietica | 51"8            | 51"90           |
| 2    | John Holland      | Nuova Zelanda    | 52"0            | 52"22           |
| 3    | Anatolj Yulin     | Unione Sovietica | 52"1            | 52"28           |
| 4    | David Gracie      | Gran Bretagna    | 52"4            | 52"65           |
| 5    | Roland Blackman   | Stati Uniti      | 52"7            | 52"86           |
| 6    | Carl Rune Larsson | Svezia           | 53"9            | 54"06           |

| Pos. | Atleta          | Nazione          | Tempo Ufficiale | Tempo Ufficioso |
| ---- | --------------- | ---------------- | --------------- | --------------- |
| 1    | Charles Moore   | Stati Uniti      | 52"0            | 52"08           |
| 2    | Harry Whittle   | Gran Bretagna    | 52"9            | 52"98           |
| 3    | Armando Filiput | Italia           | 53"0            | 52"98           |
| 4    | Lee Yoder       | Stati Uniti      | 53"0            | 53"08           |
| 5    | Antal Lippay    | Ungheria         | 53"0            | 53"10           |
| 6    | Timofej Lunev   | Unione Sovietica | 53"1            | 53"30           |

### Finale
| Pos.    | Corsia | Atleta          | Età | Nazione          | Tempo Ufficiale | Tempo Ufficioso |
| ------- | ------ | --------------- | --- | ---------------- | --------------- | --------------- |
| Oro     | 6      | Charles Moore   | 22  | Stati Uniti      | 50"8            | 51"06           |
| Argento | 1      | Jurij Litujev   | 27  | Unione Sovietica | 51"3            | 51"51           |
| Bronzo  | 3      | John Holland    | 25  | Nuova Zelanda    | 52"2            | 52"26           |
| 4       | 2      | Anatolj Yulin   | 23  | Unione Sovietica | 52"8            | 52"81           |
| 5       | 5      | Harry Whittle   | 30  | Gran Bretagna    | 53"1            | 53"36           |
| 6       | 4      | Armando Filiput | 28  | Italia           | 54"4            | 54"49           |

Moore concluderà l'annata imbattuto, totalizzando 23 successi consecutivi.